# Tadeusz Kundzicz
Tadeusz Kundzicz, (ur. 15 października 1747, zm. 15 stycznia 1829) – biskup katolicki 

## Życiorys
Jezuita, od 1808 biskup sufragan trocki, 10 czerwca 1815 mianowany biskupem pomocniczym wileńskim i tytularnym biskupem Anastasiopolis, konsekrowany 8 maja 1817.